# UE 쿠르넬랴
UE 쿠르넬랴(카탈루냐어: Unió Esportiva Cornellà)는 스페인 카탈루냐주 바르셀로나도 쿠르넬랴데류브레가트를 연고로 하는 축구단이다. 1951년 4월 29일에 UD 쿠르넬랴(Unión Deportiva Cornellá)라는 창단되었으며, 세군다 페데라시온에 참가하고 있다.

## 선수 명단

### 현역
참고: FIFA 자격 규정에 따라 소속된 국가대표팀 국기를 표시합니다. 선수는 복수의 FIFA 비회원국 국적을 가지고 있을 수 있습니다.
| 번호 | 포지션 | 국적 | 이름              |
| ---- | ------ | ---- | ----------------- |
| 7    | FW     |      | 루이사오 마시아스 |

| 번호 | 포지션 | 국적 | 이름 |
| ---- | ------ | ---- | ---- |

## 역대 감독
| 감독        | 임기        |
| ----------- | ----------- |
| 라몬 칼데레 | 1998 ~ 2000 |